# Côngio

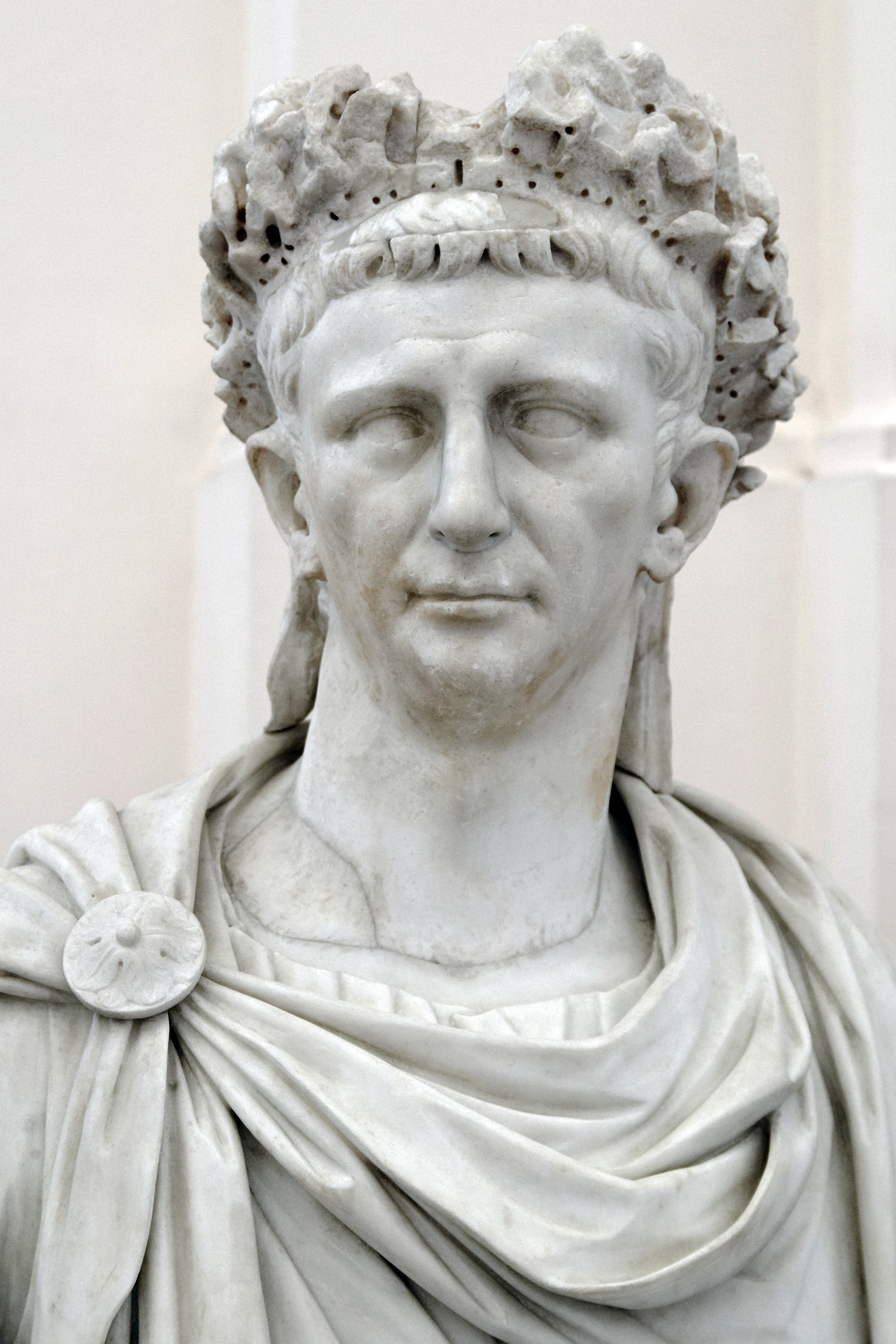
Busto do imperador Cláudio r. no Museu de Nápoles

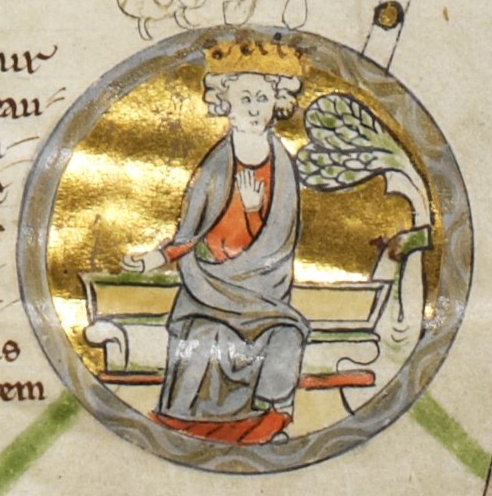
Iluminura do rei inglês Edmundo I r. na Crônica Genealógica dos Reis Ingleses

Côngio (em latim: Congius; pl. congii; em grego: κονχιών; romaniz.: konkhión, diminutivo de konkhē, konkhos, "pequena quantidade"), no sistema de medidas romanas, foi uma medida líquida equivalente a seis sesteiros ou ⅛ da ânfora. Era igual ao chous maior da Grécia Antiga e segundo o sistema de medidas moderno corresponde a aproximados 3,48 litros (0.92 galões americanos).
Segundo Catão, o Velho, ele estava acostumado a dar para cada um de seus escravos um côngio de vinho na Saturnália e Compitália. Plínio, o Velho relata que, entre outros exemplos de bêbados, Novélio Torquato de Mediolano obteve um cognome (tricôngio, uma garrafa para nove homens) por beber três côngios de vinho de uma vez:
| “ | É no exercício de seus poderes de bebedores que os partas olharam por sua parte da fama, e foi nisso que Alcibíades entre os gregos adquiriu sua grande reputação. Entre outros, também, Novélio Torquato de Mediolano, um homem que mantinha todas as honras do Estado de prefeito ao pró-consulado, poderia beber três côngios em uma única vez, um feito pelo qual obteve o sobrenome de "Tricôngio": isso ele fez diante dos olhos do imperador Tibério e para sua extrema surpresa e assombro, um homem que em sua velhice era muito melancólico, e de fato muito cruel em geral; embora em sua juventude ele também tinha sido muito viciado em vinho. | ” |
|   | — —Plínio, o Velho. História Natural. xiv.22 s28. eds. John Bostock, Henry Thomas Riley. 1855. |   |

O sistema romano de pesos e medidas, incluindo o côngio, foi introduzido na Britânia no século I pelo imperador Cláudio (r. 41–54). Após as invasões anglo-saxões dos séculos IV e V, as unidades romanas foram, pela maior parte, substituídas por unidades germânicas meridionais. Após a conversão da Britânia ao cristianismo no século VII, o latim tornar-se-se a língua do Estado. Desse momento em diante a palavra "côngio" é simplesmente a palavra latina para galão. Assim, encontra-se a palavra "côngio" mencionado em um foro do rei inglês Edmundo I (r. 939–946) em 946. Além disso, em Medidas Apotecárias, côngio (abreviado c.) é usado para o galão da Rainha Ana de 231 polegadas cúbicas, também conhecido como galão americano.

## Côngio de Vespasiano

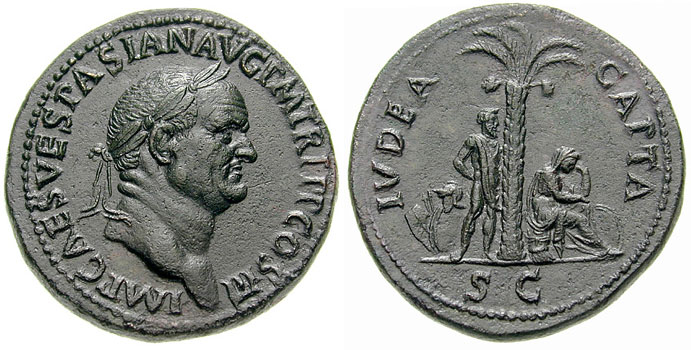
Sestércio do imperador Vespasiano r.

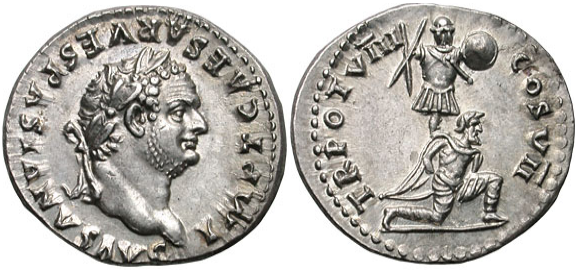
Denário do imperador Tito r.

William Smith em seu livro Dicionário de Antiguidades Gregas e Romanas diz:
| “ | Há um côngio em existência chamado o côngio de Vespasiano ou côngio de Farnésio, portando uma inscrição, que afirma que foi feito no ano 75, segundo a medida padrão no capitólio, e que continha, por medida, 10 libras (Imp. Caes. vi. T. Caes. Aug. F. iiii. Cos. Mensurae exactae in Capitolio, P. x.; see also Festus, Publica Pondera.) Por meio deste côngio o peso da libra romana foi apurado. Esse côngio detém, segundo um experimento feito pelo Dr. Hase, em 1824, 52037.692 grãos de água destilada. | ” |

Em 1866, um artigo intitulado Sobre um Côngio no Jornal da Associação Arqueológica Britânica lançou dúvidas sobre a autenticidade do Côngio Farnésio. Um artigo de 1926 no Jornal de Pesos e Medidas Antigos nota que "não há verdadeira pátina sobre isso" e que o óxido vermelho aparente é gotas de goma-laca. O livro de 2002, Aqueduct hunting in the seventeenth century: Raffaello Fabretti's De aquis et aquaeductibus veteris Romae por Harry B. Evans relata que o côngio de Farnésio original teria sido perdido e que as cópias existentes são consideradas espúrias.
Por outro lado, o item número 74599 da edição de 1883 do A complete handbook to the National museum in Naples porta a seguinte descrição: 
| “ | 74599. Medida para líquidos, - o côngio falado por Plínio. Um vaso de pescoço comprido sem alça, portando a inscrição IMP. CAESARE VESPAS. VI. T. CAES. AUG. F. IIII COS. MENSURAE EXACTAE IN CAPITOLIO P. X. - "medida do peso de 10 libras aferida no Capitólio no sexto consulado do imperador césar Vespasiano e o quarto de seu filho Tito Augusto César." (Borgia.) | ” |